# Zjednoczenie Wolnego Harcerstwa
Zjednoczenie Wolnego Harcerstwa – organizacja harcerska powstała 2 lipca 1923 na krakowskim, II zjeździe Wolnego Harcerstwa reprezentująca opcję lewicową tego ruchu. 
Przed II Zjazdem Wolnego Harcerstwa środowiska warszawskie, łódzkie, krakowskie, lwowskie, kaliskie, tarnowskie i kilka innych wystąpiły z ZHP. Postępowała też radykalizacja poglądów, pod wpływem instruktorów związanych z coraz aktywniejszymi w Polsce komunistami (m.in. Jankowskiego). Wobec takiej zmiany, niektórzy sympatycy, w tym Alojzy Pawełek, zdecydowanie odcięli się od Wolnego Harcerstwa.
Na zjeździe krakowskim (1-2 lipca 1923) dwa nurty Wolnego Harcerstwa, zdecydowanie się starły. Jankowski krytykował puszczaństwo, twierdząc, że w można dzięki niemu wychować dzielnych ludzi, ale nie zmieni się ustroju. Optował za pacyfizmem, walką o sprawiedliwość społeczną i internacjonalizmem. Ostatecznie uchwałom zjazdu daleko było do komunistycznego radykalizmu, jednak ogłoszono powstanie Zjednoczenia Wolnego Harcerstwa, jako federacji grup ideowych i terytorialnych i zadeklarowano „najściślejszą łączność z ruchem proletariatu walczącego o swe wyzwolenie społeczne, (...) jesteśmy przeciwko militaryzmowi i wojnom, jako narzędziom kapitalizmu, (...) przeciwko szałom nacjonalizmu i nienawiści plemiennej”.
W związku z utworzeniem na zjeździe (2 lipca 1923) struktur organizacyjnych (Rada Główna i Komitet Wykonawczy), większość apolitycznych instruktorów z Adamem Ciołkoszem, opuściło Wolne Harcerstwo, nie biorąc udziału w nowo powstałej organizacji.
Jednak już po roku, ta lewicowa organizacja harcerska, została rozwiązana decyzją władz państwowych w 1924, na skutek konfliktu w jego kierownictwie.
Do tradycji Zjednoczenia Wolnego Harcerstwa oraz Wolnego Harcerstwa nawiązywały późniejsze organizacje młodzieżowe działające w Polsce międzywojennej: Pionier oraz Czerwone Harcerstwo Towarzystwa Uniwersytetu Robotniczego.